# Gonomyia brachiostyla
Gonomyia brachiostyla är en tvåvingeart som beskrevs av Evgenyi Nikolayevich Savchenko 1972. Gonomyia brachiostyla ingår i släktet Gonomyia och familjen småharkrankar.
Artens utbredningsområde är Azerbajdzjan. Inga underarter finns listade i Catalogue of Life.